# ستاره لاکشمی

ستاره لاکشمی

ستاره لاکشمی یک اکتاگرام خاص است، یک چند ضلعی مرکب منظم، که با نماد شلافلی {۸/۲} یا ۲{۴} نشان داده شده است، از دو مربع هم‌نهشت با مرکز یکسان در زوایای ۴۵ درجه، و اشکال در هندوئیسم که معمولاً به اشتباه نسبت داده می‌شوند، ساخته شده است. به Ashtalakshmi (به سانسکریت: अष्टलक्ष्मी, Aṣṭalakṣmi, lit. لاکشمی هشت‌گانه)، هشت شکل یا «انواع ثروت» الهه لاکشمی.

## در فرهنگ عامه
- یک آرم ستاره هشت پر توسط گروه فیث نو مور استفاده شده است، اگرچه سازنده گفته است که این نشان ادای احترام به نماد آشوب است.[۱]